# Sentimental Generation
《Sentimental Generation》（日语：せんちめんたる じぇねれ～しょん）是日本偶像藝人時東ぁみ的首張單曲。2006年4月19日由MMV LDC發行。

## 概要
《Sentimental Generation》是由搖滾樂團射亂Q的成員，擔任主唱的音樂製作人淳君♂企劃製作的單曲。同名表題曲曾選為2006年4月至9月在東京電視台播出的電視動畫《校園迷糊大王 二學期》片頭主題曲使用。

## 收錄歌曲
所有歌曲由淳君♂作詞、作曲，鈴木俊介編曲。

### 通常盤
1. Sentimental Generation
2. 次
3. Sentimental Generation（off vacal）
4. 次（off vacal）

### 初回限定盤
1. Sentimental Generation
2. 次
3. Sentimental Generation（off vacal）
4. 次（off vacal）